# Sobrosa
Sobrosa ist eine Gemeinde (Freguesia) im portugiesischen Kreis (Concelho) Paredes. In ihr leben 2497 Einwohner (Stand 19. April 2021).

## Geschichte
Die Römer nannten den Ort Suberosus, abgeleitet von Suber bzw. Suberis, ausgehend von den hier zahlreichen Korkeichen. Die ersten offiziellen Dokumente erwähnen den Ort als Soverosa im 12. Jahrhundert. 1273 verlieh König D. Afonso III. dem Ort erste Stadtrechte, die König D. Manuel I. 1519 erneuerte.
Im Laufe des 18. Jahrhunderts erfuhr Sobrosa einigen Aufschwung, nachdem sich eine Reihe wohlhabender Familien hier niederließen. Es entstanden Herrenhäuser und andere Gebäude. Der Ort wurde Sitz eines eigenen Kreises. Im Verlauf der Verwaltungsreformen nach der Liberalen Revolution 1822 wurde der Kreis 1836 wieder aufgelöst und Paredes angegliedert. In der zweiten Hälfte des 19. Jahrhunderts begann in der Gemeinde eine industrielle Entwicklung mit Ansiedlung von Textilherstellern und holzverarbeitenden Betrieben, insbesondere der Möbelindustrie.
2011 erlangte Sobrosa den Status einer Kleinstadt (Vila) zurück, den es in früheren Epochen bereits getragen hatte.

## Gemeindepartnerschaft
Seit 2013 besteht eine Gemeindepartnerschaft mit der spanischen Ortschaft Villasobrosa in der Gemeinde Mondariz. Sie geht zurück auf ihre gemeinsame Geschichte, die im 12. Jahrhundert und der Burg von Sobroso in Villasobrosa wurzelt, insbesondere auf den dortigen Burgherrn, den Ritter D. Gil Vasques de Soverosa, der als ursprünglicher Gründer beider Ortschaften gilt. Die Heirat des portugiesischen Königs D. Dinis und der spanischen Prinzessin und späteren portugiesischen Königin Elisabeth, die als Rainha Santa Isabel eine bis heute in Portugal populäre Heilige ist, soll in der Burg beschlossen worden sein.

## Wirtschaft

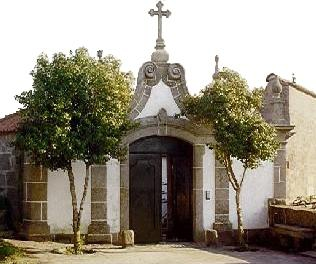
Eingang zum Gemeindehaus von Sobrosa

Holzverarbeitende Betriebe und Möbelherstellung sind die Schwerpunkte der lokalen Wirtschaft. Zu nennen ist auch die Textilindustrie, die um die 1000 Arbeitsplätze in der Gemeinde bietet. Trotz stetigem Rückgang ist die Landwirtschaft bis heute von Bedeutung. Zu nennen sind hier insbesondere Weinbau und Milchwirtschaft.